# Francisco (vệ tinh)
Francisco là một vệ tinh dị hình nằm trong cùng của Sao Thiên Vương.
Francisco được phát hiện bởi nhóm nghiên cứu do Matthew J. Holman và Brett J. Gladman dẫn đầu vào năm 2003 từ những bức ảnh chụp năm 2001 và được chỉ định tạm thời S/2001 U 3. Được xác nhận là Uranus XXII, nó được đặt theo tên của một vị lãnh chúa trong vở kịch Giông tố của William Shakespeare.  

Hoạt hình về quỹ đạo của Sycorax quanh Sao Thiên Vương.
Sao Thiên Vương ·
Sycorax ·
Francisco ·
Caliban ·
Stephano ·
Trinculo